# Stará radnice (Lo)
Stará radnice v Lo je důležitá pamětihodnost ve městě Lo, které je částí obce Lo-Reninge, v provincii Západní Flandry v Belgii. Dříve sloužila jako radnice, nyní jako hotel a restaurace.
Budova radnice se zvonicí je zapsána na Seznam světového dědictví UNESCO spolu s dalšími radnicemi se zvonicemi pod jménem Zvonice v Belgii a Francii.

## Historie a popis
Radnice byla postavena v letech 1565 až 1566 v renesančním stylu jako náhrada za starší a zchátralou radnici. Architektem byl Joos Staesin z Yper. Na rohu budovy stojí věž zvonice podepřená dvěma toskánskými sloupy. Všechny stěny zvonice jsou nahoře zakončeny stupňovitými štíty s okny, aby byl slyšet zvuk zvonu. Ve spodní části věže je plocha s oblouky nad sloupy, zábradlím, odkud byla vyhlašována prohlášení veřejnosti. V prvním patře radnice je vlámská jídelní síň s elegantním obkladem krbu, dubovým stropem a okny s erby šlechticů a významných duchovních.